# Velella (sommergibile 1937)
Il Velella è stato un sommergibile della Regia Marina.

## Storia
Dopo il completamento fu destinato alla 42ª Squadriglia Sommergibili di Taranto (suo primo comandante fu il tenente di vascello Pasquale Terra), venendo impiegato in Alto Adriatico, per l'addestramento, sino all'ottobre 1938.
Nell'ottobre 1938, agli ordini del tenente di vascello Gustavo Lovatelli fu trasferito a Lero, poi a Tobruk e dal 21 dicembre a Massaua; fu impiegato in Mar Rosso per verificarne le qualità in mari caldi. Sin dal mese di marzo 1940 tornò in Mediterraneo entrando a far parte della 14ª Squadriglia Sommergibili con base a La Spezia.
All'entrata dell'Italia nella seconda guerra mondiale si trovava già in mare in missione, tra Rodi e la Turchia; il 19 giugno 1940 fu colpito da un'avaria ai motori e dovette rientrare a Lero, da dove in un secondo tempo si trasferì a Taranto; trascorse due mesi nella base pugliese per le riparazioni.
Fu poi impiegato nel bacino orientale del Mediterraneo in poche altre missioni, tutte infruttuose (non avvistò mai navi nemiche); se ne dispose quindi l'invio in Atlantico.
Dopo alcuni lavori di modifica salpò da La Spezia il 25 novembre 1940 e passò lo stretto di Gibilterra il 1º dicembre con vari problemi: dapprima dovette immergersi per aver avvistato due cacciatorpediniere, poi fu bombardato con cariche di profondità da tre navi scorta uscendone però solo con danni leggeri, quindi sprofondò sino a 130 metri a causa delle correnti, sino a toccare il fondo nei pressi di Punta Lanchones; emerso nottetempo, fu di nuovo attaccato da tre unità minori, ma riuscì ad allontanarsi.
Fu quindi inviato al largo delle coste portoghesi, non lontano da Lisbona, giungendovi il 4 dicembre; il 19 fu inviato sulle tracce di un convoglio con destinazione Lisbona, ma l'indomani, causa un guasto ad un motore, dovette dirigere per Bordeaux, sede della base italiana di Betasom, dove giunse il 25 dicembre.
Il 23 febbraio 1941 il sommergibile (che aveva come nuovo comandante il tenente di vascello Pasquale Crepas) salpò diretto ad ovest delle coste irlandesi; quattro giorni dopo, durante la navigazione, cercò di attaccare una nave passeggeri, ma non poté avvicinarsi per le avverse condizioni meteomarine; il 3 marzo dovette immergersi per l'avvistamento di tre cacciatorpediniere, ma riuscì ad evadere la caccia antisommergibile. Tre giorni dopo raggiunse il proprio settore d'operazioni; non avvistò nessuna nave e, il 16 marzo, intraprese la navigazione di rientro.
Negli ultimi giorni di maggio 1941 fu inviato (al comando del tenente di vascello Pasquale Terra) a ovest dello stretto di Gibilterra; il 5 giugno, di pomeriggio, individuò un convoglio composto da una quindicina di trasporti con varie unità di scorta, tentando più volte di penetrare lo schermo difensivo. Nella notte successiva vi riuscì e lanciò una salva di siluri contro una nave cisterna stimata in 7000 tsl e contro un piroscafo ritenuto da 3200 tsl; si pensò di aver fatto centro e forse anche di aver affondato le due navi, ma non esistono conferme. L'8 giugno il Velella fu attaccato da aerei ma si allontanò incolume; cercò poi un convoglio di cui era stato informato via radio e, non avendolo trovato, intraprese la navigazione di rientro, arrivando a Bordeaux il 20 giugno.
Il 17 agosto 1941 lasciò Bordeaux per rientrare in Mediterraneo, e una settimana dopo arrivò all'imboccatura dello stretto di Gibilterra; stazionò sul fondale in attesa del buio e riemerse nottetempo, costeggiando il Marocco e passando lo stretto nonostante due avvistamenti di navi militari (che evitò con la manovra), giungendo infine a Cagliari il 29 agosto.
Dal 3 febbraio al 17 marzo 1942 operò per la Scuola Sommergibili di Pola.
Nell'aprile 1942 svolse la sua prima missione di guerra in Mediterraneo, al comando del tenente di vascello Giovanni Febbraro, a meridione di Capo Palos in Spagna: durante tale missione, il 20 aprile, di mattino, lanciò infruttuosamente due siluri da 1000 metri, contro un cacciatorpediniere in navigazione verso est; rilevato a sua volta, dovette immergersi per evadere la pesante caccia con bombe di profondità cui fu sottoposto e dalla quale uscì indenne.
Nel giugno 1942 svolse una missione a sud delle Baleari (in contrasto al convoglio britannico «Harpoon», nell'ambito della Battaglia di mezzo giugno), in luglio al largo della Tunisia, in agosto ad est dell'isola La Galite; dopo che ne ebbe assunto il comando il tenente di vascello Mario Patané, tornò a meridione delle Baleari in settembre, al largo di Philippeville e Bona in novembre, e nell'aprile 1943 a settentrione di Cap de Fer (costa algerina).
Il 20 giugno 1943 subì un attacco da parte di un bombardiere Bristol Blenheim al largo di Capo Bougaroni, ma lo respinse con le mitragliere.
Il 10 luglio, con lo sbarco alleato in Sicilia, fu inviato (partendo da La Maddalena) a contrastare le operazioni degli Alleati in tale scacchiere; dopo un breve tratto di navigazione fu oggetto di un attacco aereo ma obbligò il velivolo ad allontanarsi riuscendo forse anche a danneggiarlo; fu però colto da un guasto quando era ormai arrivato nel proprio settore d'agguato (il 12 luglio) e dovette ripiegare verso Taranto, traendo anche in salvo cinque sopravvissuti dell'equipaggio di un aerosilurante italiano abbattuto nei pressi di Capo Colonne.
Il 23 luglio fu inviato fra Augusta e Siracusa, senza tuttavia cogliere risultati.
Il Velella detiene il triste primato di essere stato l'ultimo sommergibile italiano perduto nella guerra contro gli Alleati: nell'ambito del «Piano Zeta», di contrasto al previsto sbarco anglo-americano in Calabria o Campania, lasciò Napoli il 7 settembre 1943, e da quel giorno non diede più notizie di sé.
Nel dopoguerra si poterono apprendere le circostanze della perdita: verso le otto di sera del 7 settembre il sommergibile britannico Shakespeare, in navigazione al largo di Punta Licosa, aveva avvistato due sommergibili italiani – il Velella ed il Benedetto Brin – che procedevano con rotte parallele alla sua, ai suoi due lati; aveva quindi scelto di attaccare il Velella perché, essendo il tramonto e trovandosi il Velella verso il mare aperto, questo era chiaramente visibile in controluce (il Brin navigava invece nei pressi della costa e con essa si confondeva per via della sopraggiungente oscurità) e gli aveva lanciato sei siluri: quattro andarono a segno, provocando l'immediato affondamento del sommergibile in posizione 40° 15' N e 14° 30' E. Dal Brin fu avvertita anche un'esplosione subacquea.
Tutto l'equipaggio (il comandante Patané, 5 altri ufficiali e 44 fra sottufficiali e marinai) scomparve con il sommergibile.
In Mediterraneo il Velella aveva svolto 16 missioni offensivo-esplorative e 14 di trasferimento, per un totale di 19.430 miglia di navigazione in superficie e 2441 in immersione.
Il 13 maggio 2003 il relitto del Velella è stato individuato a 8,9 miglia da punta Licosa a circa 138 metri di profondità.